# Aptostichus angelinajolieae
Aptostichus angelinajolieae  (лат.) — вид мигаломорфных пауков из семейства Euctenizidae. Обитает в песчаных дюнах штата Калифорния в округах Сан-Бенито и Монтерей.

## Этимология
Вид назван в честь американской актрисы Анджелины Джоли (англ. Angelina Jolie) в признание её работы в качестве посла доброй воли в Управлении Верховного комиссара ООН по делам беженцев.

## Внешний вид
Размах ног составляет около двух сантиметров. Головогрудь, хелицеры и ноги — желтовато-красные. Брюшко окрашено в серых тонах с зеркально расположенными пятнами и полосами, направленными под углом к продольной оси тела и формирующими «шевронный растр».

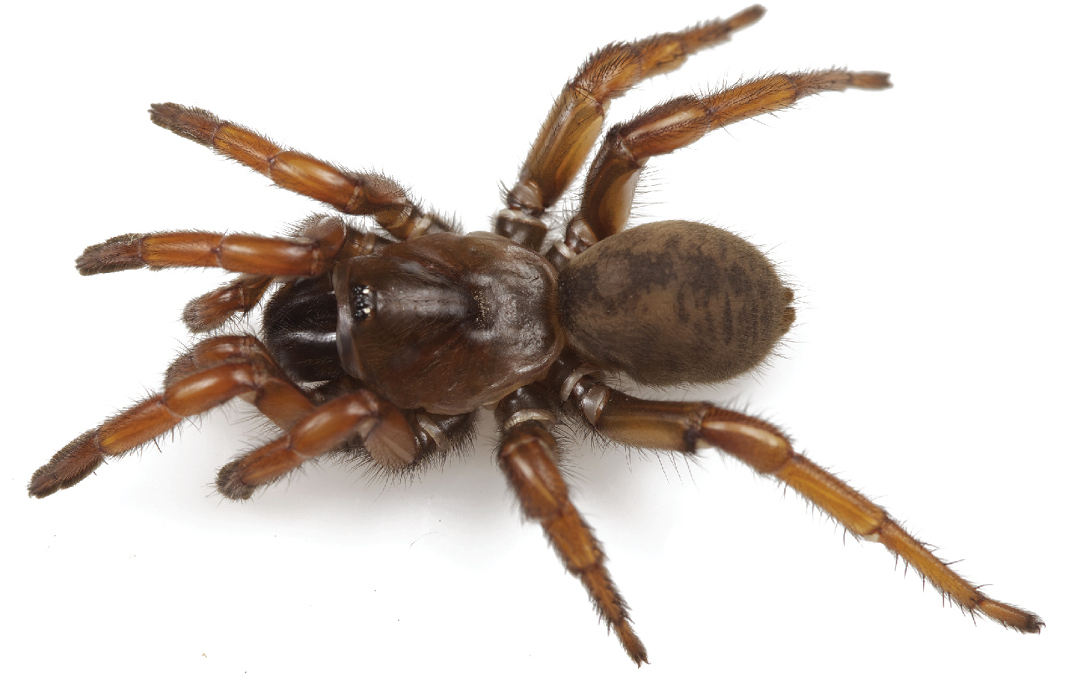
Самка